# China National Petroleum Corporation
China National Petroleum Corporation (CNPC) este o companie petrolieră chineză cu peste 1.086.000 de angajați și o cifră de afaceri de 110,5 miliarde $ în 2006.
Din grupul CNPC face parte și compania PetroChina, cel mai mare producător chinez de petrol și de gaze naturale.

## CNPC în Irak
Grupul CNPC este prezent în Irak, fiind prima companie străină care a încheiat un contract de exploatare cu aceasta țară după căderea regimului lui Saddam Hussein, în anul 2002.
În august 2008, compania a obținut drepturi de exploatare în cadrul câmpului al-Ahdab, situat la 220 kilometri la sud de Bagdad, ce conține zăcăminte de un miliard de barili și în cadrul căruia s-a angajat să investească 3 miliarde dolari.
În noiembrie 2009, CNPC, împreună cu grupul britanic British Petroleum, a obținut dreptul de explorare a câmpului Rumaila, din sudul Irakului, cel mai mare câmp petrolifer al țării, ce are rezerve estimate la 17,7 miliarde barili.